# باد ماركوارت
باد ماركوارت (بالإنجليزية: Bud Marquardt)‏ هو لاعب كرة قدم أمريكية ولاعب كرة قدم كندية أمريكي، ولد في 15 ديسمبر 1913 في هتينغر في الولايات المتحدة، وتوفي في 21 أكتوبر 1989 في وينيبيغ في كندا.

## وصلات خارجية
- باد ماركوارت على موقع JustSportsStats.com (الإنجليزية)
- باد ماركوارت على موقع قاعة مانيتوبا للمشاهير الرياضية (الإنجليزية)